# 恋する私のベーカリー
『恋する私のベーカリー』（こいするわたしのベーカリー）は、2011年12月に行なわれた舞台公演を始めとする一連のラブコメディ作品。略称は「恋パン」。

## 概要
とあるベーカリーを舞台に、非モテ系女子の小早川花と天才パン職人の間宮黎司、そしてイケメン店員たちとの交流を描く。舞台・テレビドラマ・動画配信サービスが連動してメディアミックス展開された。
2011年12月、物語の第1部（前編）が舞台で上演され、2012年1月、第2部（後編）を女性チャンネル♪LaLa TVテレビドラマで放送。また、テレビドラマと同時期に動画配信サービス「LISMOドラマ」ではスピンオフドラマが放送された。

## あらすじ
完全紹介制のベーカリー『ブーランジェリー・セレスティン』。この店ではオーナーの承認を得た客しか、お茶を飲むことはおろかパンも買えない。しかし、天才パン職人・間宮黎司をはじめ5人の男性が働いているため、焼き立ての美味しいパンとイケメン目当ての女性客でいつもは賑わいを見せている。そんなある日、アルバイトの翔太が店の駐車場で倒れていた女の子を発見する。地味で垢抜けないその女の子、小早川花は一時的に記憶を失っており、手にしていたのは北海道からの搭乗券と1千万円という大金。謎の多い花だったが、記憶が戻るまでセレスティンの一員として働く事になった。

## 登場人物

### 舞台版キャスト
小早川 花（こばやかわ はな）(24) - 市川由衣
北海道の田舎町で生まれ育った女の子。シングルマザーだった母を5歳で亡くし、児童養護施設で育つが、実は大企業の会長の孫娘。地味で垢抜けない外見、非モテ系で恋愛にはオクテだが、純粋で人を疑うことを知らない今どき珍しい女の子。少々天然キャラでもある。
消息不明になった憧れの幼なじみを探しに単身上京した際、極度の緊張と疲労のため、『セレスティン』の近くで気を失ってしまう。一時的な記憶喪失になり、店で働くことになるが……。
間宮 黎司（まみや れいじ）(25) - 古屋敬多（Lead）
一流のパン職人。パリで2年間の修行経験あり。ツンデレ属性の俺様キャラ。プライド高く態度はでかく、甘える奴が大嫌い。周囲には「人間嫌い（特に人間の女）」と思われており、時々人を見下したような態度をとるため、女性客からも恐れられている。不器用を絵に描いたような性格で、女の子の扱い方も下手。しかし、一見冷たいようで内面には優しさを秘めている。子供時代に母を亡くし、再婚して出て行った父とはずっと絶縁状態。
桐生 聖（きりゅう ひじり）(25) - 橋本汰斗（D-BOYS）
『セレスティン』ウェイター兼お客様係。店の看板でもある王子様。10代の頃から、周作の姉・葉月に頼まれてたまにモデルのアルバイトをしている。育ちのよいお坊ちゃんで帰国子女。
何事もスマートにこなし、外見はソフトで優しい性格だが芯は強い。来るもの拒まず去る者追わずのスタンスで、自分から好きになってつきあった相手はいないが、実は葉月に思いを寄せている。
高木 丈太郎（たかぎ じょうたろう）(25) - 佐藤永典
パン職人。がっつり系のパンを得意とし、顧客にはスポーツ選手などが名を連ねる。思い込みが激しく、すぐに熱くなる性格で、「わかったぞ!」「男なら××だ!」が口癖。一見男っぽい外見の裏で、密かにアニメキャラクターのファンだったりする。
ライバル視している黎司とぶつかることも多いが、パン作りの腕は確かで周作の信頼は厚い。
梶山 翔太（かじやま しょうた）(20) - 上遠野太洸
パン職人見習いのアルバイトで周作たちのパシリ。現在は専門学校生。アイドルをめざして九州から上京してきたものの、オーディションに落ちまくって進路変更した。
一人前になるまではまだまだだが、弟キャラで周囲に可愛がられている。
綾小路 香苗（あやのこうじ かなえ）（42）- 柿弘美
聖目当てに店にやって来る公務員。テレビ版では意外な事実が発覚する。
船津 美姫（ふなつ みき）（17） - 村上東奈
店の顧客。黎司ファンの女子高生。普段は気が強いが、黎司の前ではM気質になる。
河合 ひなの（かわい - ）（17）- とっきー
美樹の友達。丈太郎のファンで、将来の夢はBL漫画家。
医者、郵便局員、スタイリスト - 竹岡常吉
劇中、複数の役柄でアンサンブル出演。LaLa TVドラマではコンテストMCとしても登場。
伊庭 葉月（いば はづき）（28）- 菊地美香
周作の姉で、パワフルなやり手編集者。現在は仕事仲間と不倫中。『セレスティン』のPRも手掛けており、セレブ御用達の店の仕掛け屋として成功をおさめている。店の隣の一軒家に、周作（＆翔太を除くスタッフ一同）と同居。
花の登場で、彼女の境遇と過去に興味を持つ。
田端 房之介（たばた ふさのすけ）（28）- 鈴木拡樹
私立探偵。葉月の依頼で、花の「謎の幼なじみ」を含め、彼女の周辺を調べ始める。しかしその正体は──。
成瀬 隼人（なるせ はやと）（27）- 加藤和樹　※舞台版では映像のみ、LaLa TV版より登場
花の幼なじみで憧れの人。やり方を選ばない野心的な起業家だが、事業に失敗して多額の借金を負い、闇金に狙われる羽目に。逃亡先の北海道で花と再会する。
「金が必要になった。工面してほしい」と花に連絡をしたまま行方不明になってしまう。
伊庭 周作（いば しゅうさく）(27) - 橋本淳
『セレスティン』店長。24歳まで外資系企業の営業職だった。バランス感覚に優れたリーダーだが、人がよすぎて損をすることも多く、それがまた魅力にもなっている（どちらかというと三の線キャラ）。
会社員時代の恩人であるオーナーに誘われ、迷った末に店をやることを決意、パン修行時代に出会った黎司の才能に舌を巻いて『セレスティン』に引き抜いている。店に対する愛着、責任感は人一倍強い。
料理・家事はなんでもOKだが、肝心のパン作りは今ひとつ。

### LaLa TV,LISMOドラマ！版出演キャスト
赤羽 光一（あかばね こういち）（35）- 岡本光太郎　※LaLa TV版のみに登場
赤羽ホールディング社長。28歳で赤羽家の養子になる。
御子柴 全（みこしば ぜん）（42） - パパイヤ鈴木
『セレスティン』オーナー。周作たちに店をまかせて海外放浪中。時々思い出したように帰国する。個性的なアイディアマンだが、自由すぎて誰もついていけない。
赤羽 たまき（あかばね - ）（65）- 藤真利子 ※LaLa TV版のみに登場
赤羽ホールディングス会長。花の祖母。

## 舞台
- 公演名：「恋する私のベーカリー」
- 会場：シアターサンモール
- 公演日程：2011年12月17日(土)〜25日(日) 全14公演

テレビ放送
- 番組名：『恋する私のベーカリー 舞台完全版』
- 放送日時：LaLa TV　2012年2月11日(土) 17:45 - 19:45 ほか
- 番組内容：2011年12月に上演された舞台を完全版として放送。

### スタッフ
- 脚本：横田理恵
- 演出：佐々木詳太
- 振付：パパイヤ鈴木
- 舞台監督：小野貴巳(Jet Stream)
- 舞台美術：木村文洋
- 照明：藤田典子
- 音響：松山典弘
- 音楽：Cappojitte Studio
- 音楽プロデュース：諸橋邦行
- 衣装：関口優(松竹衣裳株式会社)
- 演出部：土居歩
- 大道具：フジアール
- 音響操作：ヨシモトシンヤ
- ジャグリング指導：鴨谷貴士
- 演出助手：塩澤剛史　本間健大
- 制作：神津春野
- 宣伝美術：本塚浩一
- 宣伝写真：福岡諒祠 岡崎雄昌 下田直樹
- ヘア・メイク：中村兼也(Beronica)　高田俊介(Beronica)
- ライター：瀬尾水穂
- 宣伝：東圭介　田中麻衣
- アシスタントプロデューサー：片岡英理子
- 企画・プロデュース：津田悠子　中西研二　泉谷政達
- 協力：研音/ヴィジョン・ファクトリー/ワタナベエンターテインメント/スターダストプロモーション/エヴァーグリーン・エンタテイメント/劇団クロックガールズ/アップフロントエージェンシー/TNX/プロダクション尾木/J-ROCK/アミューズ
- 企画・主催：2011「恋する私のベーカリー」製作委員会(LaLaTV/DHE/オール・アクセス・トゥデイ・ジャパン)
- 特別協賛：KDDI
- 特別協力：ロイヤルパークホテル トークアベニュー 株式会社アプロン東京 Marblee
- 制作：DHE@stage

## テレビドラマ
女性チャンネル♪LaLa TVで2012年1月22日から同年2月26日まで毎週日曜日19:00 - 19:30（JST）に放送された。全6回（ナビ番組＋ドラマ5話）。

### 概要
「女性チャンネル♪LaLa TV」初のオリジナルドラマ。舞台版の続編を描いた物語。舞台では登場しなかったキャラクターが登場する。
番組内容
第1回は「恋する私のベーカリー 放送直前スペシャル」と題したナビ番組を放送。出演者自身による役柄紹介や、物語の前編である舞台版のあらすじをダイジェスト映像を使って紹介。第2回からドラマ本編が放送された。また、第2回から第5回の番組エンディングでは次回予告の後に、ミニコーナー「Koipan Recipe」を設けて、誰でも簡単にパンが作れるレシピが調理画像と伊庭周作（橋本淳）によるナレーションで紹介された。
放送時間
- 初回放送：日曜 19:00 - 19:30
- 再放送：水曜 24:30 - 25:00、木曜 13:00 - 13:30、日曜 夕方

### 主題歌
- Lead 「Hungry Sniper」(ポニーキャニオン)

### スタッフ
- 脚本：横田理恵、中川千英子、栗原智子
- 演出：佐々木詳太
- 演出補：千村利光、中園大雅、相羽浩行、松本明寿
- 振付：パパイヤ鈴木
- レシピ協力：鈴木あさみ
- パン指導：山本裕美
- 撮影：古屋幸一
- 音楽：Studio Cappojitte
- 音楽プロデュース：諸橋邦行
- 美術プロデューサー：木村文洋
- 技術プロデューサー：豊里康宏
- 制作管理：岩淵規（メディアンド）
- 制作担当：出口悦寛
- アシスタントプロデューサー：片岡英理子、神津春野
- ラインプロデューサー：三澤友貴
- ナビ番組ナレーター：鵜飼主水
- ナビ番組ディレクター：長瀬拓
- ナビ番組編成：都築隆広
- 企画・プロデュース：津田悠子（LaLa TV）、中西研二(DHE)、泉谷政達(オール・アクセス・トゥデイ・ジャパン)
- 制作協力：メディアンド
- 制作：DHE
- 製作・著作：2011「恋する私のベーカリー」製作委員会、女性チャンネル♪LaLa TV

### 放送リスト
| 各回           | 初回放送日    | 脚本       | Koipan Recipe    |
| -------------- | ------------- | ---------- | ---------------- |
| 第1回/ナビ番組 | 2012年1月22日 | -          | -                |
| 第2回/第1話    | 2012年1月29日 | 横田理恵   | 焼き肉ロール     |
| 第3回/第2話    | 2012年2月5日  | 横田理恵   | フレンチトースト |
| 第4回/第3話    | 2012年2月12日 | 中川千英子 | たこパン         |
| 第5回/第4話    | 2012年2月19日 | 栗原智子   | Wパンプディング  |
| 第6回/最終話   | 2012年2月26日 | 横田理恵   | -                |

## LISMOドラマ!
動画配信サービス「LISMO」で2012年2月3日から同年2月27日にかけて毎週金曜日に配信されたスピンオフドラマ。全4話+メイキング。1話約5分。

### スタッフ
- 監督：佐々木詳太
- 脚本：松田恵里子
- 振付：パパイヤ鈴木
- 主題歌：Lead 「Hungry Sniper」

### 放送局
| 放送局              | 放送期間               | 放送時間             |
| ------------------- | ---------------------- | -------------------- |
| LISMO Channel       | 2012年2月3日 - 2月27日 | 金曜日配信           |
| J:COMチャンネル     | 2012年3月5日           | 月曜日 24:30 - 25:00 |
| JCNプラスチャンネル | 2012年3月5日           | 月曜日 23:00 - 23:30 |

## DVD
「恋する私のベーカリー」
- 発売日：2012年4月25日
- 収録内容：2枚組 - Disc1（舞台完全版＋メイキング完全版）、Disc2（LaLa TVドラマ全5話＋LISMOドラマ!全4話）
- 発売元：2011「恋する私のベーカリー」製作委員会
- 販売元：メディアファクトリー

## コラボ商品
「リアル恋パン」
KDDI直営の総合通販サイト「la Select」と『恋する私のベーカリー』のコラボレートによるオリジナルパン（4種類・計10個入）。パン職人・間宮黎司役の古屋敬多とオーナー・御子柴全役のパパイヤ鈴木がプロデュース、劇中に登場するパン屋「セレスティン」のパンを再現。
- 古屋敬多プロデュース - 「黎司からのエピローグ」（ベーコンエピ）、「俺ンジデニッシュ」（オレンジデニッシュ）
- パパイヤ鈴木プロデュース - 「カレーの極み」（フォアグラカレーパン）、「ザ・お総菜」（ハム&チーズ）